# Ерік Ремзі
Ерік Ремзі (англ. Eric Ramsay, нар. 14 лютого 1992, Шрусбері) — валлійський футбольний тренер та в минулому футболіст. Він народився в Англії, та короткий час був капітаном збірної Уельсу з футзалу.
Після короткого періоду гри у футбольному клубі Прем'єр-ліги Уельсу Ремзі розпочав кар'єру тренера в молодіжній команді клубу «Суонсі Сіті», а в 2017 році перейшов до академії клубу «Шрусбері Таун». Протягом 2 років він працював у академії клубу «Челсі», й у віці 29 років, у 2021 році, став помічником головного тренера клубу «Манчестер Юнайтед». У 2023 році Ремзі також був тренером національної збірної Уельсу з футболу. У лютому 2024 року Ерік Ремзі став головним тренером клубу MLS «Міннесота Юнайтед».

## Ранні роки життя
Ерік Ремзі народився в Шрусбері в Англії, та виріс у Лланфілліні в Уельсі, де вчився в Лланфіллінській середній школі. Після того, як він залишив молодіжну академію клубу «Нью-Сейнтс», Ремзі зіграв 14 матчів в команді Прем'єр-ліги Уельсу «Велшпул Таун», після чого вирішив вступити в університет, і зосередитися на тренерській роботі. Під час навчання в Університеті Лафборо він займався футзалом, та був капітаном збірної Уельсу з футзалу під час відбіркового турніру до чемпіонату Європи з футзалу 2014 року.

## Кар'єра тренера

### Початок кар'єри
У 2013 році Ремзі закінчив Університет Лафборо з дипломом з відзнакою першого класу за спеціальністю «Спортивна наука з менеджментом». В університеті Ремзі працював помічником тренера разом з Кіраном Маккенною в футбольній команді університету.
Після закінчення навчання Ремзі майже 4 роки працював провідним тренером відділу професійного зростання футболістів у клубі англійської Прем'єр-ліги «Суонсі Сіті», та тренував команди клубу до 21 року і до 18 років. У 2017 році він став тренером академії клубу «Шрусбері Таун», а потім працював з першою командою клубу як тимчасовий головний тренер, а потім тренер першої команди. У 2019 році Ремзі перейшов до структури клубу «Челсі»,, де він тренував команду віком до 23 років, і став наймолодшим британським тренером, який отримав ліцензію Про УЄФА.

### Манчестер Юнайтед і Уельс
У 2021 році Ремзі став тренером з розвитку гравців клубу «Манчестер Юнайтед» під керівництвом головного тренера Уле Гуннара Сульшера. У наступні роки він став невід'ємною частиною тренерського штабу клубу, працюючи під керівництвом головних тренерів Ральфа Рангніка й Еріка тен Гага, при останньому команда виграла Кубок Футбольної ліги, і дійшла до фіналу Кубка Англії у 2023 році. У манчестерському клубі Ремзі допоміг інтегрувати в клуб іноземних гравців, зокрема Каземіро, завдяки умінню вільно розмовляли іспанською та французькою мовами.
Окрім своєї роботи в «Манчестер Юнайтед», у березні 2023 року Ремзі став помічником головного тренера національної збірної Уельсу з футболу. Після цього головний тренер збірної Уельсу Роб Пейдж сказав: «Ерік, мабуть, на цей момент часу один із найкращих молодих футбольних тренерів у цьому світі». Через 6 місяців він залишив роботу в збірній Уельсу, щоб зосередитися на роботі в «Манчестер Юнайтед» і своїй молодій родині.

### Міннесота Юнайтед
22 лютого 2024 року, незабаром після початку регулярного футбольного сезону, Ремзі став головним тренером клубу MLS «Міннесота Юнайтед». Він є наймолодшим постійним головним тренером в історії MLS, і підписав з клубом багаторічний контракт. Дебют Ремзі як головного тренера «Міннесоти Юнайтед» відбувся 16 березня 2024 року домашньою перемогою над клубом «Лос-Анджелес» з рахунком 2-0. Під керівництвом нового головного тренера «Міннесота Юнайтед» видала найкращий за свою історію старт у сезоні MLS, причому клуб очолив турнірну таблицю Західної конференції після 12 ігор з 24 очками. Під керівництвом Ремзі «Міннесота Юнайтед» вийшла до плей-оф MLS, зайнявши у своєму першому сезоні під керівництвом тренера 6-те місце в Західній конференції, побивши клубні рекорди за кількістю забитих голів, очок на виїзді та сухих матчів поспіль.